# سرن سوکهی
بورما اوچیربات (به انگلیسی: Tserenchimed Sukhee) کشتی گیر کشور مغولستان است.